# Ligne de Cerdagne
| Ein Train Jaune quert die Têt bei Villefranche-de-Conflent |                     |                                                                        |                                                                        |
| Streckenverlauf |                     |                                                                        |                                                                        |
| Streckennummer (SNCF): | 669 000             |                                                                        |                                                                        |
| Streckenlänge: | 62,560 km           |                                                                        |                                                                        |
| Spurweite: | 1000 mm (Meterspur) |                                                                        |                                                                        |
| Stromsystem: | 850 V =             |                                                                        |                                                                        |
| Maximale Neigung: | 60 ‰                |                                                                        |                                                                        |
| Zweigleisigkeit: | nein                |                                                                        |                                                                        |
| |                     |                                                                        |                                                                        |
| \| \| \| 1.435 mm von Perpignan \| \| \| \| 0,000 \| Villefranche–Vernet-les-Bains \| 427 m \| \| \| 0,581 \| (Têt; 53 m) \| (Têt; 53 m) \| \| \| 3,715 \| (Bailloubère; 41 m) \| (Bailloubère; 41 m) \| \| \| 4,990 \| Serdinya \| 526 m \| \| \| 5,665 \| Viaduc Baillemarsane (59 m) \| Viaduc Baillemarsane (59 m) \| \| \| 6,229 \| Joncet \| 549 m \| \| \| 8,835 \| (Têt; 29 m) \| (Têt; 29 m) \| \| \| 9,720 \| Olette-Canaveilles-les-Bains \| 607 m \| \| \| 11,062 \| Galerie du PK 11,062 (52 m) \| Galerie du PK 11,062 (52 m) \| \| \| 10,437 \| (Têt; 22 m) \| (Têt; 22 m) \| \| \| 11,613 \| Nyer \| 663 m \| \| \| 11,721 \| Viaduc de Nyer (53 m) \| Viaduc de Nyer (53 m) \| \| \| 11,781 \| Tunnel de Nyer (138 m) \| Tunnel de Nyer (138 m) \| \| \| \| (50 m) \| \| \| \| 13,314 \| Tunnel de Sans 1 (56 m) \| Tunnel de Sans 1 (56 m) \| \| \| 13,596 \| Tunnel de Sans 2 (121 m) \| Tunnel de Sans 2 (121 m) \| \| \| 13,860 \| Thuès-les-Bains \| 720 m \| \| \| 14,238 \| (50 m) \| (50 m) \| \| \| 16,273 \| Thuès-Carenca \| 789 m \| \| \| 17,315 \| Ravin de Ramounails (60 m) \| Ravin de Ramounails (60 m) \| \| \| 18,002 \| Viaduc Séjourné (Têt; 237 m) \| Viaduc Séjourné (Têt; 237 m) \| \| \| 18,515 \| Tunnel de San Rouma (204 m) \| Tunnel de San Rouma (204 m) \| \| \| 19,182 \| Tunnel de Molles (98 m) \| Tunnel de Molles (98 m) \| \| \| 19,355 \| Tunnel de Liou (120 m) \| Tunnel de Liou (120 m) \| \| \| 19,704 \| Fontpédrouse-Saint-Thomas-les-Bains \| 1051 m \| \| \| 20,590 \| Tunnel de la Devèze (293 m) \| Tunnel de la Devèze (293 m) \| \| \| 21,011 \| Tunnel de l’Oratory (95 m) \| Tunnel de l’Oratory (95 m) \| \| \| 21,779 \| Tunnel de Castagnal (160 m) \| Tunnel de Castagnal (160 m) \| \| \| 21,944 \| Pont de la Castagnal (28 m) \| Pont de la Castagnal (28 m) \| \| \| 22,242 \| Tunnel de Naneille (64 m) \| Tunnel de Naneille (64 m) \| \| \| 22,373 \| Tunnel de Coste Littge (57 m) \| Tunnel de Coste Littge (57 m) \| \| \| 22,727 \| Sauto \| 1224 m \| \| \| 23,076 \| Tunnel de Paillat (123 m) \| Tunnel de Paillat (123 m) \| \| \| 23,586 \| Pont de Rafines (73 m) \| Pont de Rafines (73 m) \| \| \| 23,751 \| Tunnel de Terre Blanque (160 m) \| Tunnel de Terre Blanque (160 m) \| \| \| 23,934 \| Ravin de la Cassagne (39 m) \| Ravin de la Cassagne (39 m) \| \| \| 24,422 \| Hängebrücke Cassagne / Pont Gisclard (Têt; 253 m) \| Hängebrücke Cassagne / Pont Gisclard (Têt; 253 m) \| \| \| 25,222 \| Planès \| 1373 m \| \| \| 25,379 \| Tunnel de Planès (338 m) \| Tunnel de Planès (338 m) \| \| \| 26,028 \| Tunnel de Saint-Pierre (65 m) \| Tunnel de Saint-Pierre (65 m) \| \| \| 26,593 \| Viaduc du Jardo (88 m) \| Viaduc du Jardo (88 m) \| \| \| 27,871 \| Mont-Louis – La Cabanasse \| 1512 m \| \| \| 30,214 \| Bolquère – Eyne Scheitelpunkt \| 1592 m \| \| \| 34,925 \| Font-Romeu-Odeillo-Via \| 1533 m \| \| \| 36,904 \| Galerie de Via (77 m) \| Galerie de Via (77 m) \| \| \| 37,103 \| Viaduc d’Eyne (93 m) \| Viaduc d’Eyne (93 m) \| \| \| 38,680 \| Galerie du col Rigat (122 m) \| Galerie du col Rigat (122 m) \| \| \| 40,393 \| Tunnel de la Bailladouse (106 m) \| Tunnel de la Bailladouse (106 m) \| \| \| 42,463 \| Estavar \| 1327 m \| \| \| 43,893 \| (Sègre; 53 m) \| (Sègre; 53 m) \| \| \| 44,670 \| Saillagouse \| 1302 m \| \| \| 46,613 \| Err \| 1335 m \| \| \| 48,389 \| Sainte-Léocadie \| 1286 m \| \| \| 52,835 \| Osséja \| 1240 m \| \| \| 55,689 \| Bourg-Madame \| 1143 m \| \| \| 56,017 \| (Sègre; 32 m) \| (Sègre; 32 m) \| \| \| 58,711 \| Ur-Les Escaldes \| 1187 m \| \| \| 59,639 \| Tunnel du Pla de Llaura (381 m) \| Tunnel du Pla de Llaura (381 m) \| \| \| 59,132 \| Le Rahur \| Le Rahur \| \| \| 61,348 \| Béna-Fanès \| 1227 m \| \| \| \| \| \| \| \| \| 1.435 mm, unterbrochen vor Puigcerdà durch ... 1.668 mm, von Barcelona \| \| \| \| \| \| \| \| \| 62,561 \| Latour-de-Carol – Enveitg \| 1231 m \| \| \| \| 1.435 mm nach Portet-Saint-Simon – Toulouse \| \| |                     |                                                                        |                                                                        |
| |                     | 1.435 mm von Perpignan                                                 |                                                                        |
| U-Bahn-Kopfbahnhof Streckenanfang · Kopfbahnhof Streckenende | 0,000               | Villefranche–Vernet-les-Bains                                          | 427 m                                                                  |
| U-Bahn-Brücke über Wasserlauf | 0,581               | (Têt; 53 m)                                                            | (Têt; 53 m)                                                            |
| U-Bahn-Brücke über Wasserlauf | 3,715               | (Bailloubère; 41 m)                                                    | (Bailloubère; 41 m)                                                    |
| U-Bahn-Haltepunkt / Haltestelle | 4,990               | Serdinya                                                               | 526 m                                                                  |
| U-Bahn-Brücke | 5,665               | Viaduc Baillemarsane (59 m)                                            | Viaduc Baillemarsane (59 m)                                            |
| U-Bahn-Haltepunkt / Haltestelle | 6,229               | Joncet                                                                 | 549 m                                                                  |
| U-Bahn-Brücke über Wasserlauf | 8,835               | (Têt; 29 m)                                                            | (Têt; 29 m)                                                            |
| U-Bahn-Bahnhof | 9,720               | Olette-Canaveilles-les-Bains                                           | 607 m                                                                  |
| U-Bahn-Tunnel | 11,062              | Galerie du PK 11,062 (52 m)                                            | Galerie du PK 11,062 (52 m)                                            |
| U-Bahn-Brücke | 10,437              | (Têt; 22 m)                                                            | (Têt; 22 m)                                                            |
| U-Bahn-Haltepunkt / Haltestelle | 11,613              | Nyer                                                                   | 663 m                                                                  |
| U-Bahn-Brücke | 11,721              | Viaduc de Nyer (53 m)                                                  | Viaduc de Nyer (53 m)                                                  |
| U-Bahn-Tunnel | 11,781              | Tunnel de Nyer (138 m)                                                 | Tunnel de Nyer (138 m)                                                 |
| U-Bahn-Brücke |                     | (50 m)                                                                 | (50 m)                                                                 |
| U-Bahn-Tunnel | 13,314              | Tunnel de Sans 1 (56 m)                                                | Tunnel de Sans 1 (56 m)                                                |
| U-Bahn-Tunnel | 13,596              | Tunnel de Sans 2 (121 m)                                               | Tunnel de Sans 2 (121 m)                                               |
| U-Bahn-Haltepunkt / Haltestelle | 13,860              | Thuès-les-Bains                                                        | 720 m                                                                  |
| U-Bahn-Brücke | 14,238              | (50 m)                                                                 | (50 m)                                                                 |
| U-Bahn-Haltepunkt / Haltestelle | 16,273              | Thuès-Carenca                                                          | 789 m                                                                  |
| U-Bahn-Brücke | 17,315              | Ravin de Ramounails (60 m)                                             | Ravin de Ramounails (60 m)                                             |
| | 18,002              | Viaduc Séjourné (Têt; 237 m)                                           | Viaduc Séjourné (Têt; 237 m)                                           |
| U-Bahn-Tunnel | 18,515              | Tunnel de San Rouma (204 m)                                            | Tunnel de San Rouma (204 m)                                            |
| U-Bahn-Tunnel | 19,182              | Tunnel de Molles (98 m)                                                | Tunnel de Molles (98 m)                                                |
| U-Bahn-Tunnel | 19,355              | Tunnel de Liou (120 m)                                                 | Tunnel de Liou (120 m)                                                 |
| U-Bahn-Bahnhof | 19,704              | Fontpédrouse-Saint-Thomas-les-Bains                                    | 1051 m                                                                 |
| U-Bahn-Tunnel | 20,590              | Tunnel de la Devèze (293 m)                                            | Tunnel de la Devèze (293 m)                                            |
| U-Bahn-Tunnel | 21,011              | Tunnel de l’Oratory (95 m)                                             | Tunnel de l’Oratory (95 m)                                             |
| U-Bahn-Tunnel | 21,779              | Tunnel de Castagnal (160 m)                                            | Tunnel de Castagnal (160 m)                                            |
| U-Bahn-Brücke über Wasserlauf | 21,944              | Pont de la Castagnal (28 m)                                            | Pont de la Castagnal (28 m)                                            |
| U-Bahn-Tunnel | 22,242              | Tunnel de Naneille (64 m)                                              | Tunnel de Naneille (64 m)                                              |
| U-Bahn-Tunnel | 22,373              | Tunnel de Coste Littge (57 m)                                          | Tunnel de Coste Littge (57 m)                                          |
| U-Bahn-Haltepunkt / Haltestelle | 22,727              | Sauto                                                                  | 1224 m                                                                 |
| U-Bahn-Tunnel | 23,076              | Tunnel de Paillat (123 m)                                              | Tunnel de Paillat (123 m)                                              |
| U-Bahn-Brücke über Wasserlauf | 23,586              | Pont de Rafines (73 m)                                                 | Pont de Rafines (73 m)                                                 |
| U-Bahn-Tunnel | 23,751              | Tunnel de Terre Blanque (160 m)                                        | Tunnel de Terre Blanque (160 m)                                        |
| U-Bahn-Brücke über Wasserlauf | 23,934              | Ravin de la Cassagne (39 m)                                            | Ravin de la Cassagne (39 m)                                            |
| U-Bahn-Brücke | 24,422              | Hängebrücke Cassagne / Pont Gisclard (Têt; 253 m)                      | Hängebrücke Cassagne / Pont Gisclard (Têt; 253 m)                      |
| U-Bahn-Haltepunkt / Haltestelle | 25,222              | Planès                                                                 | 1373 m                                                                 |
| U-Bahn-Tunnel | 25,379              | Tunnel de Planès (338 m)                                               | Tunnel de Planès (338 m)                                               |
| U-Bahn-Tunnel | 26,028              | Tunnel de Saint-Pierre (65 m)                                          | Tunnel de Saint-Pierre (65 m)                                          |
| U-Bahn-Brücke über Wasserlauf | 26,593              | Viaduc du Jardo (88 m)                                                 | Viaduc du Jardo (88 m)                                                 |
| U-Bahn-Bahnhof | 27,871              | Mont-Louis – La Cabanasse                                              | 1512 m                                                                 |
| U-Bahn-Haltepunkt / Haltestelle | 30,214              | Bolquère – Eyne Scheitelpunkt                                          | 1592 m                                                                 |
| U-Bahn-Bahnhof | 34,925              | Font-Romeu-Odeillo-Via                                                 | 1533 m                                                                 |
| U-Bahn-Tunnel | 36,904              | Galerie de Via (77 m)                                                  | Galerie de Via (77 m)                                                  |
| U-Bahn-Brücke über Wasserlauf | 37,103              | Viaduc d’Eyne (93 m)                                                   | Viaduc d’Eyne (93 m)                                                   |
| U-Bahn-Tunnel | 38,680              | Galerie du col Rigat (122 m)                                           | Galerie du col Rigat (122 m)                                           |
| U-Bahn-Tunnel | 40,393              | Tunnel de la Bailladouse (106 m)                                       | Tunnel de la Bailladouse (106 m)                                       |
| U-Bahn-Haltepunkt / Haltestelle | 42,463              | Estavar                                                                | 1327 m                                                                 |
| U-Bahn-Brücke über Wasserlauf | 43,893              | (Sègre; 53 m)                                                          | (Sègre; 53 m)                                                          |
| U-Bahn-Bahnhof | 44,670              | Saillagouse                                                            | 1302 m                                                                 |
| U-Bahn-Haltepunkt / Haltestelle | 46,613              | Err                                                                    | 1335 m                                                                 |
| U-Bahn-Haltepunkt / Haltestelle | 48,389              | Sainte-Léocadie                                                        | 1286 m                                                                 |
| U-Bahn-Haltepunkt / Haltestelle | 52,835              | Osséja                                                                 | 1240 m                                                                 |
| U-Bahn-Bahnhof | 55,689              | Bourg-Madame                                                           | 1143 m                                                                 |
| U-Bahn-Brücke über Wasserlauf | 56,017              | (Sègre; 32 m)                                                          | (Sègre; 32 m)                                                          |
| U-Bahn-Haltepunkt / Haltestelle | 58,711              | Ur-Les Escaldes                                                        | 1187 m                                                                 |
| U-Bahn-Tunnel | 59,639              | Tunnel du Pla de Llaura (381 m)                                        | Tunnel du Pla de Llaura (381 m)                                        |
| U-Bahn-Brücke über Wasserlauf | 59,132              | Le Rahur                                                               | Le Rahur                                                               |
| U-Bahn-Haltepunkt / Haltestelle | 61,348              | Béna-Fanès                                                             | 1227 m                                                                 |
| |                     |                                                                        |                                                                        |
| U-Bahn-Strecke · Strecke von links |                     | 1.435 mm, unterbrochen vor Puigcerdà durch ... 1.668 mm, von Barcelona | 1.435 mm, unterbrochen vor Puigcerdà durch ... 1.668 mm, von Barcelona |
| |                     |                                                                        |                                                                        |
| U-Bahn-Kopfbahnhof Streckenende · Kopfbahnhof Strecke bis hier außer Betrieb · Kopfbahnhof Streckenende | 62,561              | Latour-de-Carol – Enveitg                                              | 1231 m                                                                 |
| |                     | 1.435 mm nach Portet-Saint-Simon – Toulouse                            |                                                                        |

Die Ligne de Cerdagne ist eine elektrisch betriebene Schmalspurbahn in Meterspur, die als Gebirgsbahn einen Teil der Pyrenäen in Nordkatalonien erschließt. Betrieben wird sie vom Transport express régional der Region Okzitanien, einer Untergesellschaft der französischen Eisenbahn SNCF.

## Namen
Während die Bahn im Französischen wegen des auffälligen gelben Anstrichs ihrer Züge „Canari“ (Kanarienvogel) oder „Petit train jaune“ (Kleiner gelber Zug), bzw. auf Katalanisch „Tren groc“, genannt wird, ist sie im deutschen Sprachraum auch als „Pyrenäenmetro“ bekannt. Diesen Namen erhielt sie zweifellos wegen ihrer in Kontinentaleuropa auf dem offenen Land seltenen Betriebsform: Die Traktionsenergie (850 V Gleichspannung) wird mittels einer von oben bestrichenen Seitenstromschiene zugeführt, es verkehren ausschließlich Triebwagen.
Die Bahn und ihre Strecke stehen seit 2002 auf der Warteliste zum Weltkulturerbe der UNESCO.

## Die Strecke
Die Ligne de Cerdagne stellt die Fortsetzung einer von Perpignan ausgehenden, die Provinz Roussillon erschließenden und in dem Festungsstädtchen Villefranche-de-Conflent endenden Normalspurstrecke (Bahnstrecke Perpignan–Villefranche-de-Conflent) dar. Dort liegt das betriebliche Zentrum des „Train jaune“ mit Werkstätten und anderen Betriebseinrichtungen.
Die Strecke wird trotz der großen Höhenunterschiede als reine Adhäsionsbahn ohne Zahnradstrecken befahren, was an die Triebfahrzeuge besondere Anforderungen stellt. Die gut 62 Kilometer lange Strecke führt durch eine beeindruckende Landschaft, über zahlreiche Brücken und durch 19 Tunnel.

### Geschichte
Mit der Eröffnung des ersten Streckenabschnitts im Jahr 1910 wurde Villefranche zum Umsteigebahnhof zur Schmalspurbahn.
Während des Baus der Strecke kam es am 31. Oktober 1909 zu einem schweren Eisenbahnunfall: Bei der Lastprobe der Schrägseilbrücke Pont de Cassagne geriet der Belastungszug außer Kontrolle, entlief und stürzte ab. Sechs Menschen starben bei dem Unfall, neun weitere wurden verletzt. Unter den Toten war auch Albert Gisclard, der Konstrukteur der Brücke.

### Streckenverlauf
Zu Beginn folgt die Strecke von Villefranche aus dem stark ansteigenden und sich schluchtartig verengenden Tal der Têt, in dem auch die Traktionsenergie mittels Wasserkraft gewonnen wird. Dabei weisen zahlreiche Abschnitte die Maximalsteigung auf. Nach knapp 20 Kilometern beträgt die Höhendifferenz zum Ausgangspunkt bereits 600 Meter und die Strecke wechselt bei Fontpédrouse mittels der gemauerten Bogenbrücke Pont Séjourné die Talseite. Anschließend gewinnt die Strecke weiter an Höhe und überquert zwischen den Stationen Sauto und Planes auf dem Pont de Cassagne abermals das Tal. Der Pont de Cassagne wird nach dessen beim Bau der Bahn tödlich verunglückten Konstrukteur auch Pont Gisclard genannt und gehört zu einem Brückentyp, der in Europa nur in Frankreich Verwendung fand.

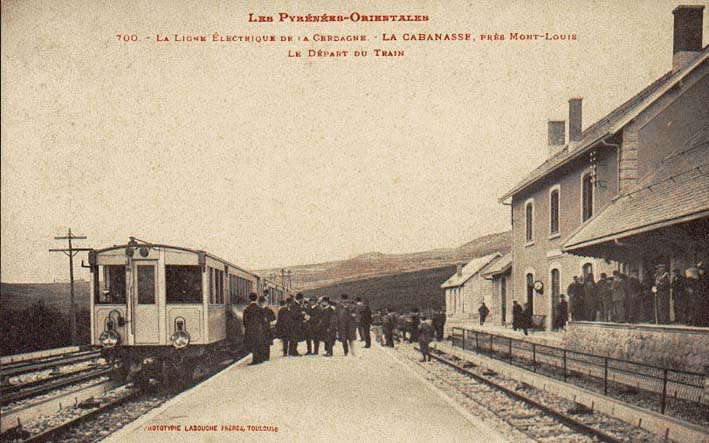
Bahnhof Mont-Louis–La Cabanasse (um 1910)

Die Bahn verlässt dort das Conflent und erreicht mit Mont-Louis–La Cabanasse in der Cerdagne ihren zur Zeit der Eröffnung 1910 vorläufigen Endpunkt. Bereits ein Jahr später wurde der nächste Abschnitt nach Bolquère erbaut, wo die Strecke auf 1592 m Seehöhe ihren Scheitelpunkt und damit auch den höchsten Punkt im Netz der SNCF erreicht, und senkt sich sogleich hinab zum beliebten Wintersportort Font-Romeu. Von dort geht es weiter talwärts in kurvenreicher Streckenführung. Der Zug erreicht über Saillagouse und den kleinen Wallfahrtsort Err das Hochtal der Cerdagne. In Bourg-Madame war bis 1928 Endstation. Als die Strecken von Toulouse (Bahnstrecke Portet-Saint-Simon–Puigcerdà) und Barcelona (Bahnstrecke Barcelona–Latour-de-Carol - Enveitg) im Bahnhof Latour-de-Carol - Enveitg zusammentrafen, wurde auch die Schmalspurbahn dorthin verlängert. Damit hatte sie ihre Gesamtlänge von 63 Kilometern erreicht. Die Fahrzeit für die Gesamtstrecke beträgt etwas mehr als zwei Stunden, mit den fahrplanmäßigen Aufenthalten gut drei Stunden.
Im Bahnhof Latour-de-Carol - Enveitg treffen drei Strecken mit unterschiedlichen Spurweiten aufeinander, was selten vorkommt. Bemerkenswert ist außerdem, dass dort drei Gebirgsbahnen zusammentreffen, von denen jede einen höchsten Punkt im jeweiligen Netz erreicht: Die SNCF-Normalspur überwindet nahe Andorra eine Seehöhe von 1567 m; dies ist der höchste Punkt, den eine Normalspurbahn im Adhäsionsbetrieb in Europa erreicht. Die Strecke in iberischer Breitspur nach Barcelona wiederum erreicht im Tosas-Tunnel den mit 1494 m höchsten Punkt im Netz der spanischen Eisenbahngesellschaft RENFE.

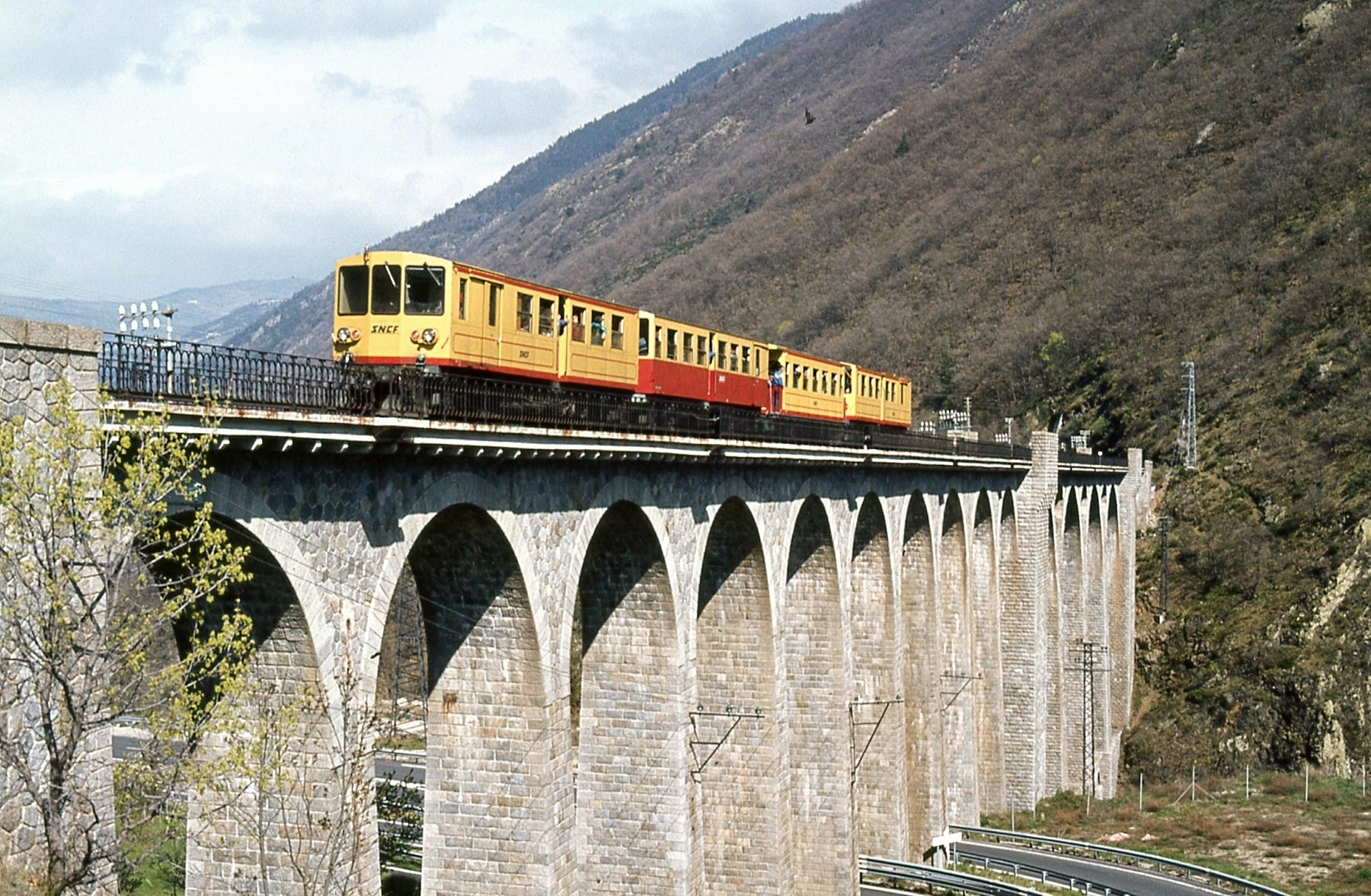
Zug auf dem Pont Séjourné, 1985
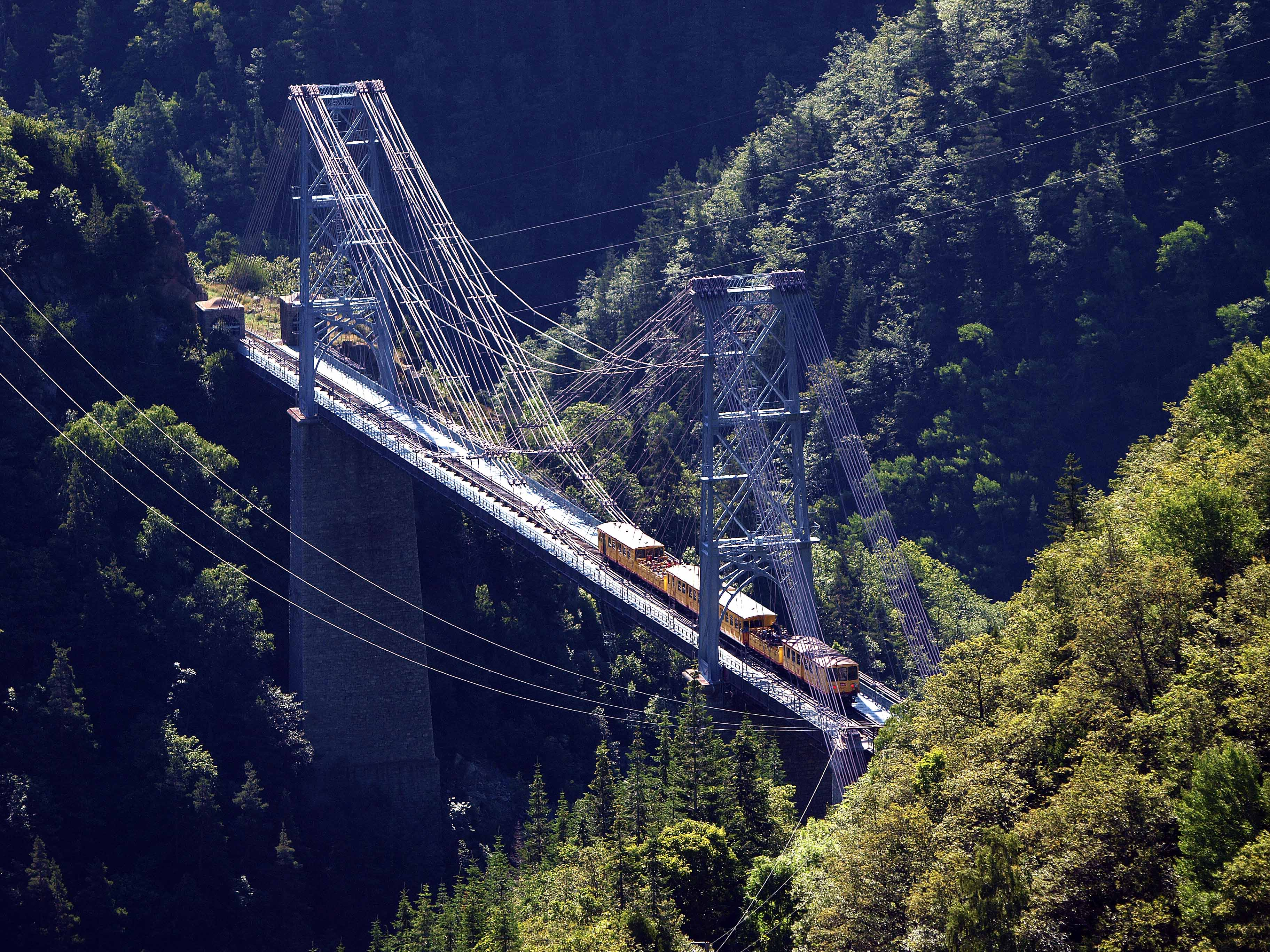
Schrägseilbrücke Pont de Cassagne (auch Pont Gisclard)
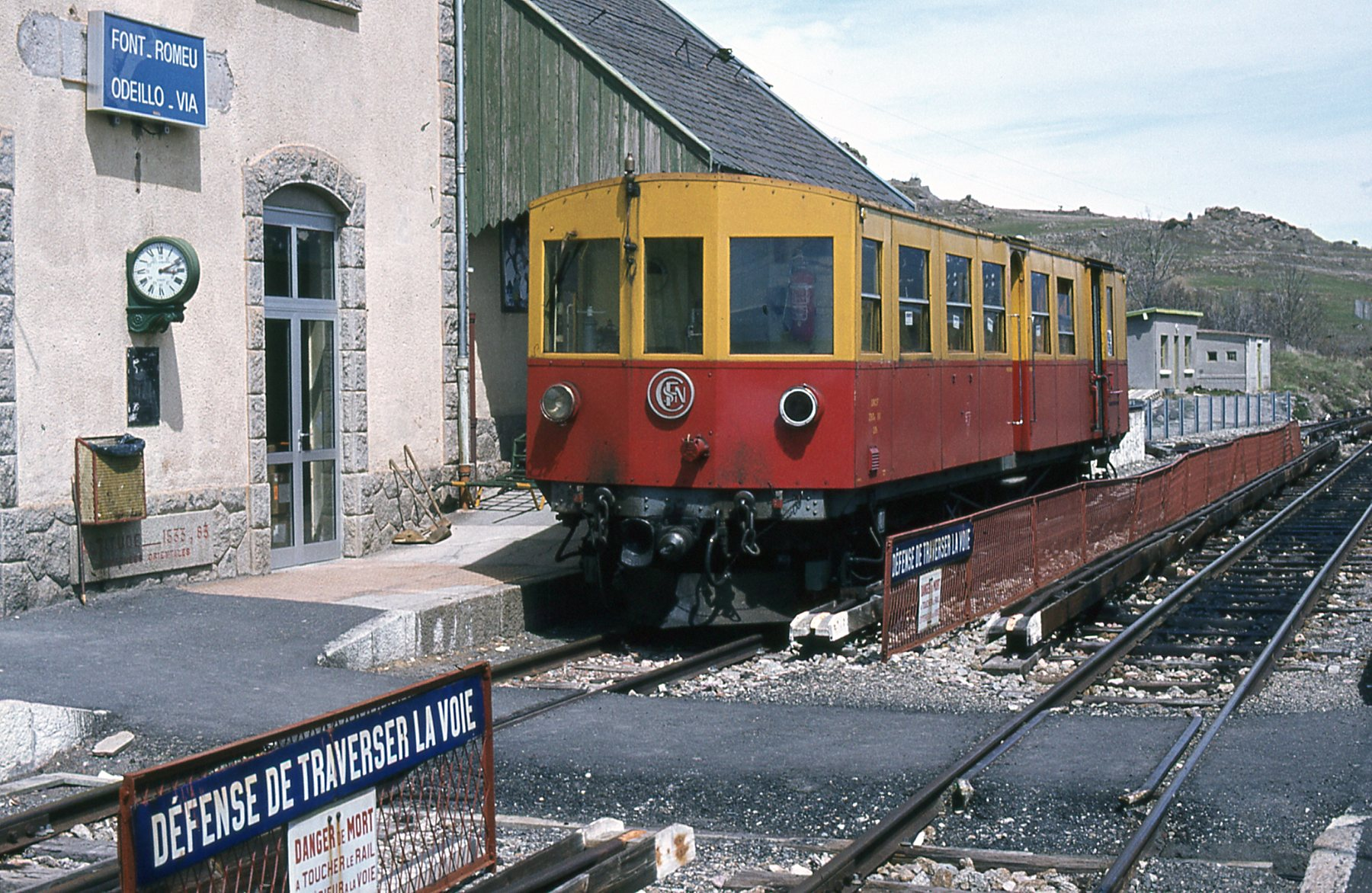
Bahnhof Font-Romeu mit seitlichen Stromschienen, 1985
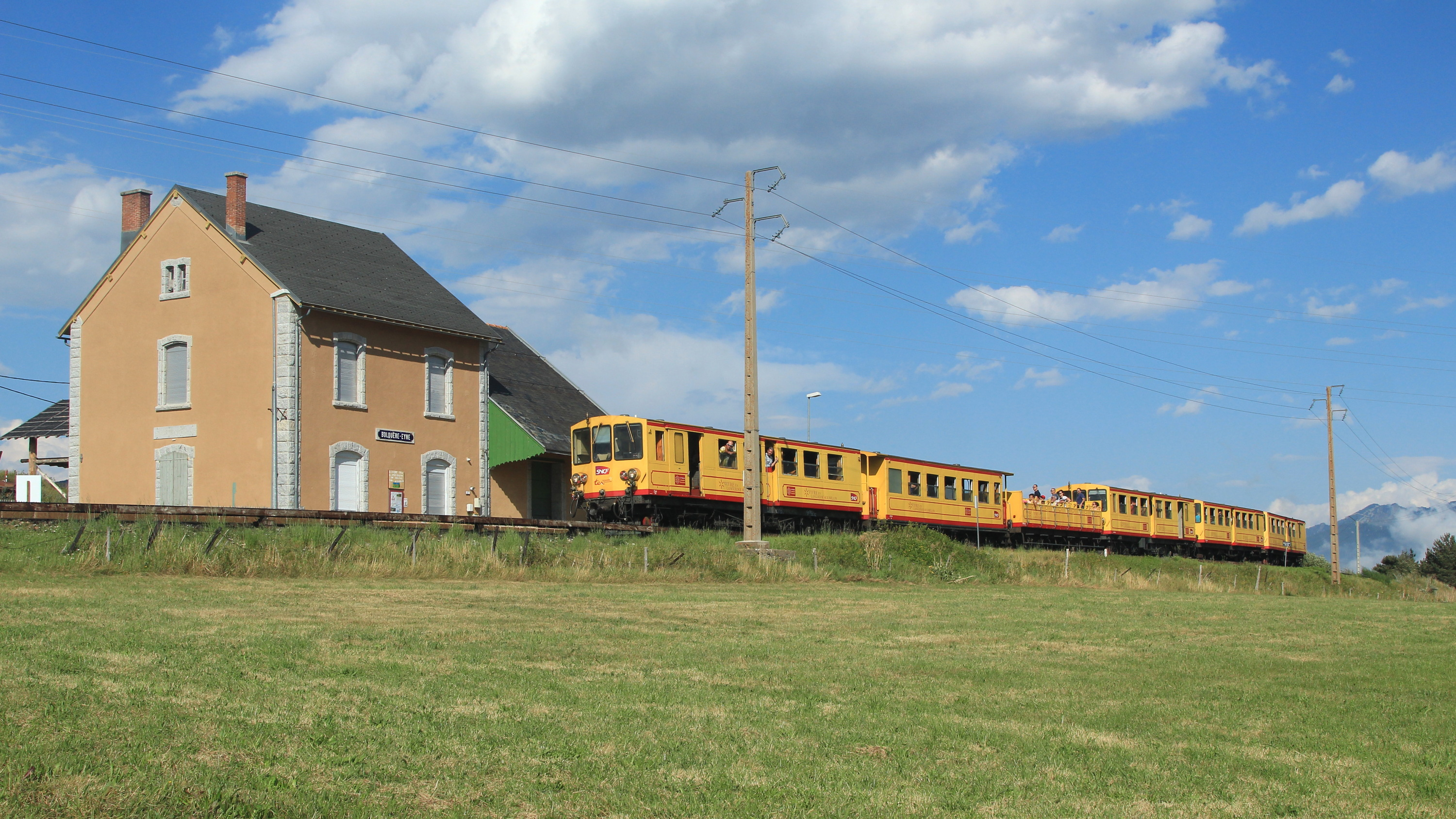
Am höchstgelegenen Adhäsionsbahnhof Frankreichs
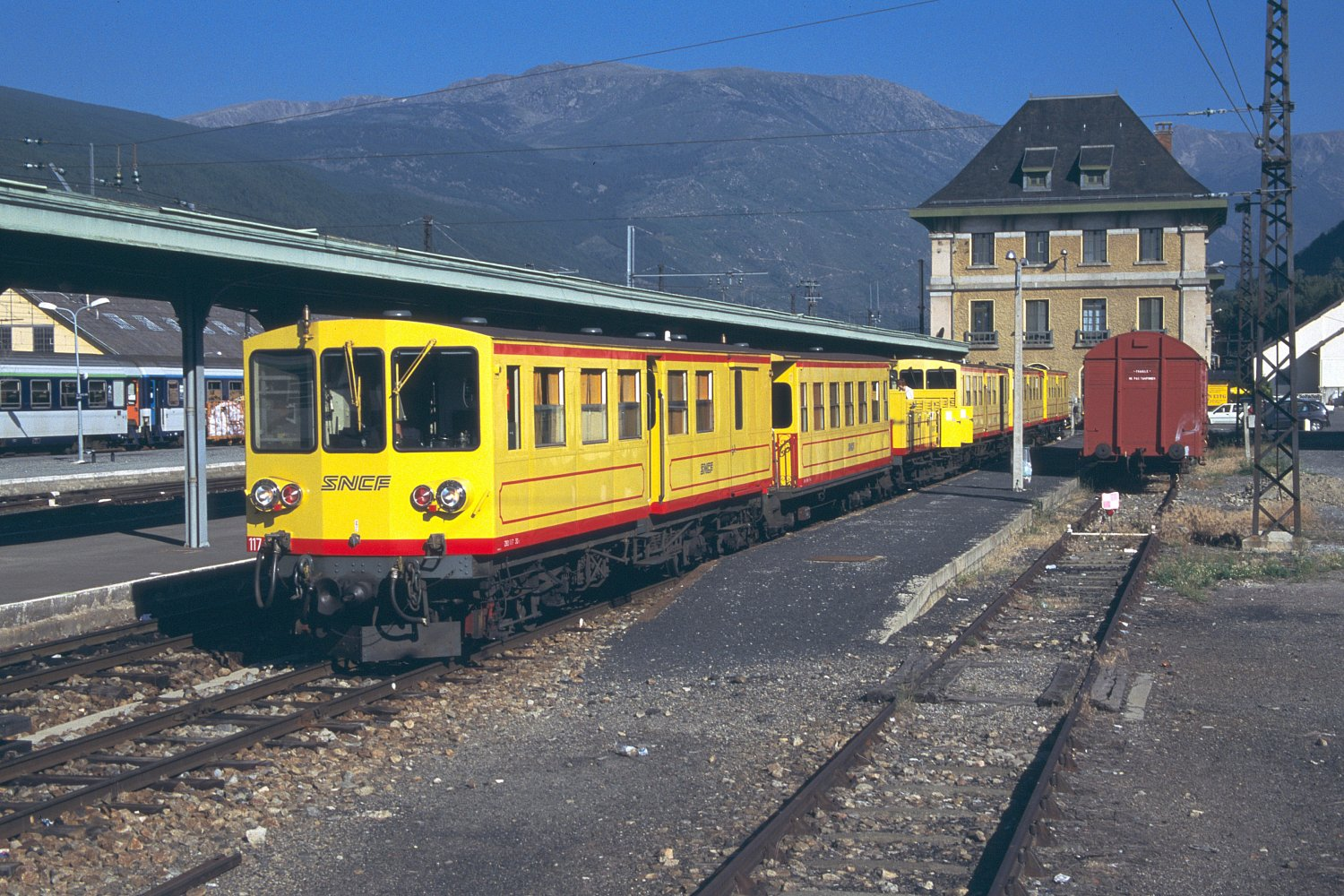
Triebwagengarnitur mit Aussichtswagen im Bahnhof Latour-de-Carol - Enveitg
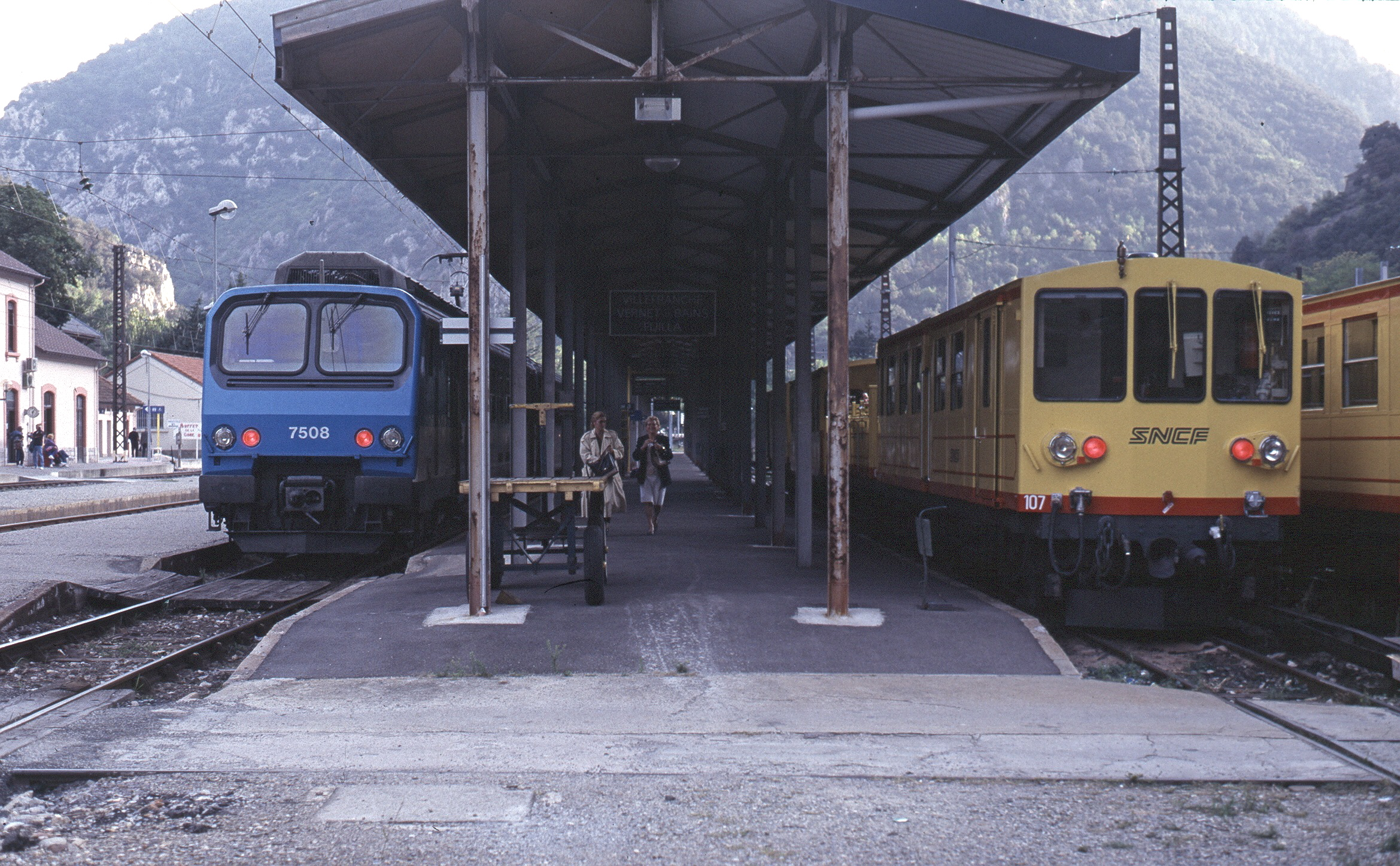
Zwei Spurweiten am selben Bahnsteig im Bahnhof Villefranche - Vernet-les-Bains, 1998

## Die Fahrzeuge

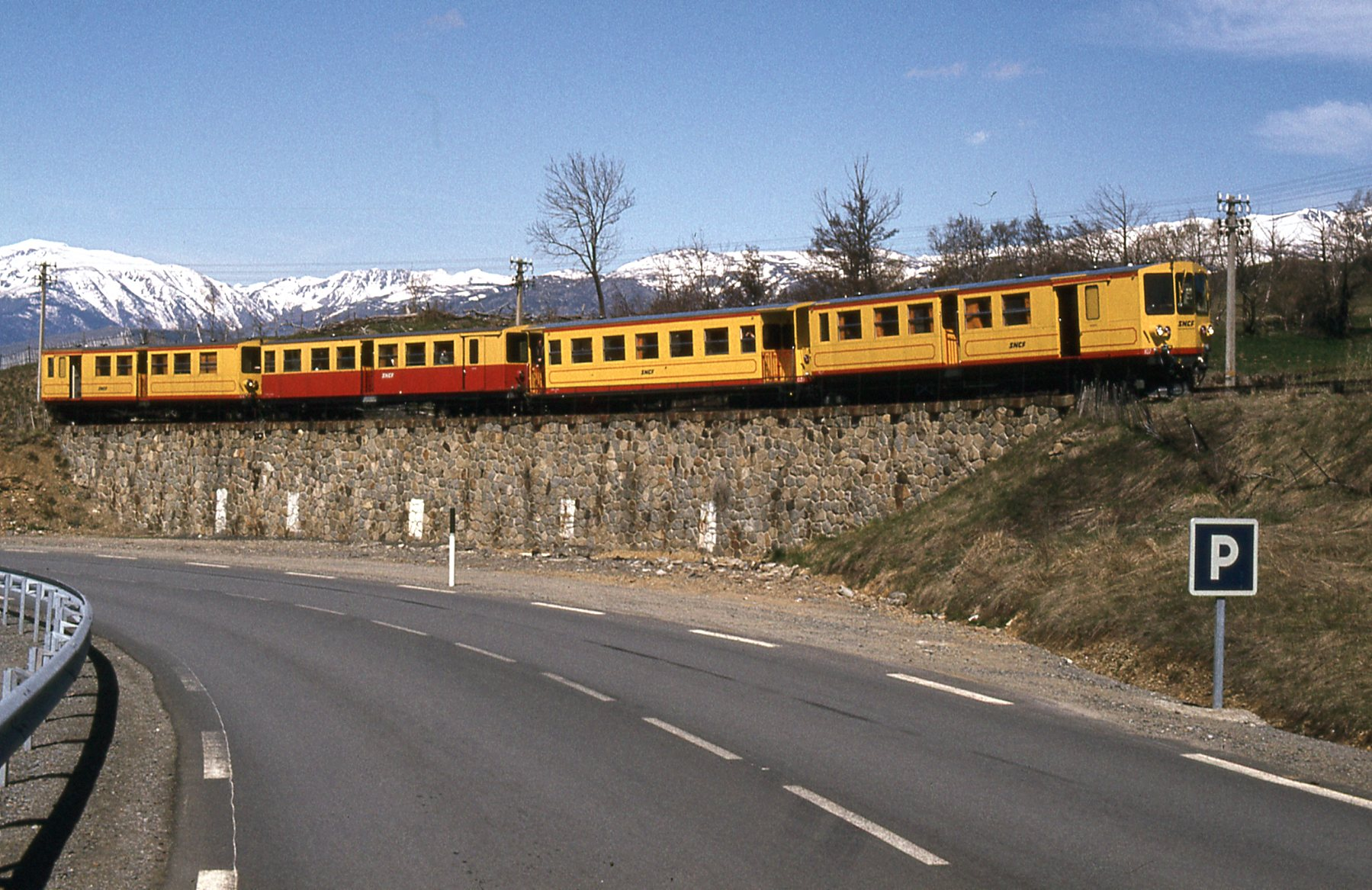
In den 1980er Jahren waren noch einige Wagen im rot-gelben Farbschema unterwegs

Die offenen Sommerwagen erfreuen sich großer Beliebtheit

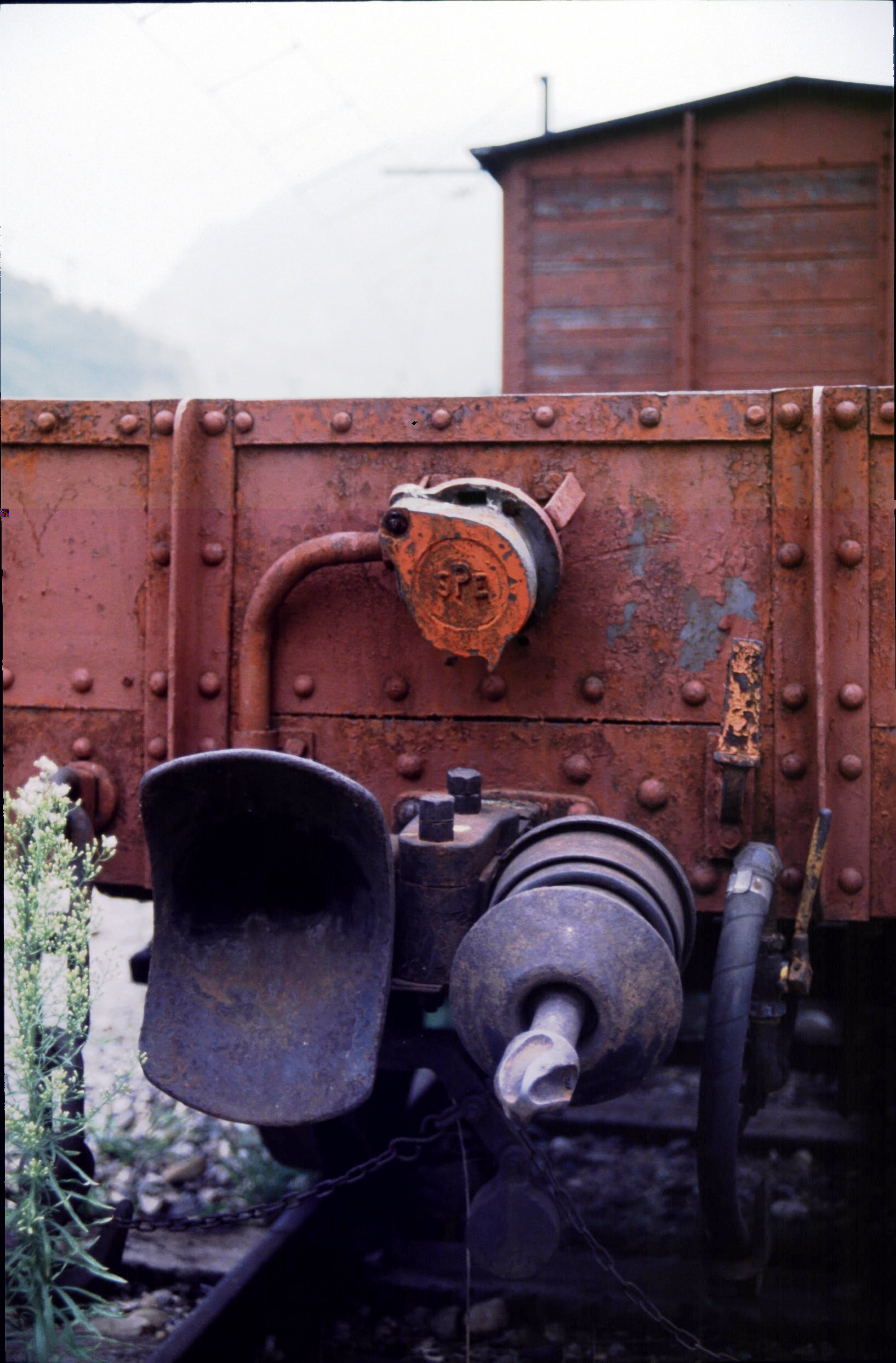
Kupplung an einem alten Güterwagen – August 1985

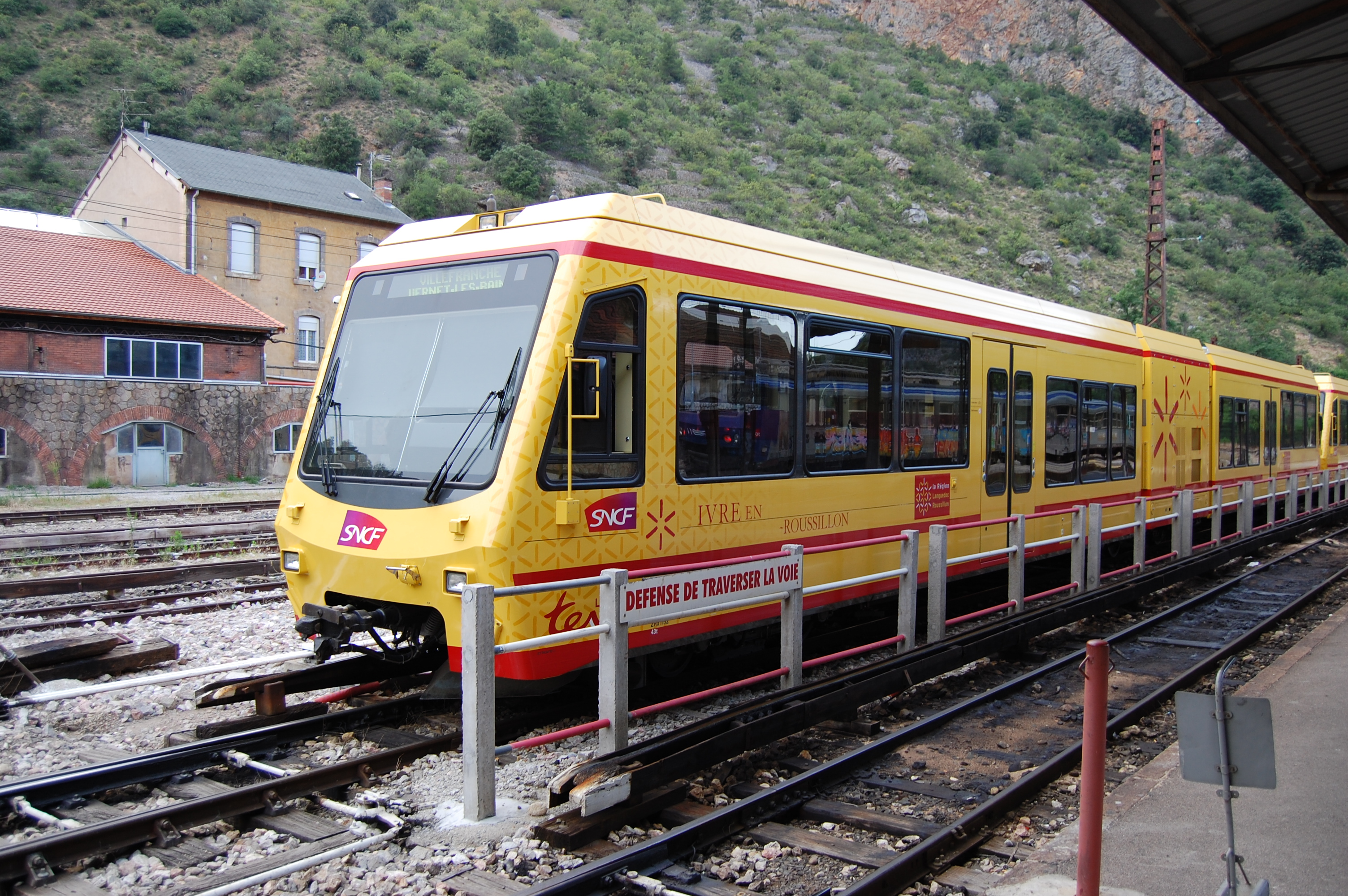
Triebwagen vom Typ Stadler GTW – eingereiht als Z 150

Zur Erschließung des oberen Conflent und der Cerdagne setzte man von Anfang an auf die elektrische Traktion. Einerseits stand Wasserkraft in großer Menge zur Verfügung, anderseits galt es Steigungen von bis zu 60 ‰ zu überwinden. Um ohne Zahnstange auszukommen, benötigte man eine möglichst große Zahl angetriebener Achsen. Daher wurden vierachsige, mit Vielfachsteuerung nach dem System Sprague ausgestattete, Triebwagen geordert, wie sie sich zuvor schon bei der Pariser Metro bewährt hatten. Auch für den Güterverkehr wurden solchermaßen ausgestattete Gütertriebwagen beschafft.
Zur Eröffnung im Jahr 1910 wurden zehn Personentrieb-, zehn Gütertriebwagen, 14 Personenbeiwagen, sowie eine große Zahl von Güterwagen beschafft, die im Laufe der Jahre einige markante Veränderungen durchmachten. Mit den Streckenverlängerungen wurden mehrere Beiwagen zu Triebwagen umgebaut, 1937 kamen sechs vierachsige Beiwagen mit offenen Plattformen in die Pyrenäen. Die Beiwagen werden abwechselnd mit den Triebwagen gereiht, aus Gründen der Traktionsleistung gilt als Faustregel, dass pro Beiwagen ein Triebwagen im Zugverband vorhanden sein muss.
Nach einer Ausmusterungswelle in den Fünfzigern des 20. Jahrhunderts verblieben noch 14 Personentriebwagen, sowie zwei Gütertriebwagen als Arbeitsfahrzeuge im Betriebsstand. In dieser Zeit umfangreicher Streckenstilllegungen wollte man auch in der Cerdagne keine großen Investitionen tätigen und entschloss sich daher, anstelle einer Neubeschaffung die schon dringend erneuerungsbedürftigen Fahrzeuge einer Generalrevision zu unterziehen, die im Wesentlichen aus einer Verblechung der hölzernen Wagenkästen und dem Einbau von Halbfenstern bestand. Etwa Mitte der 1970er Jahre wurde dann der zuletzt nur noch bescheidene Güterverkehr eingestellt.
Als die Bahn Anfang der 1980er Jahre neuerlich vor dem Verfall stand, wurden weitreichende Veränderungen durchgeführt, die auch die Organisation des Betriebes betrafen. So wurde der vormals eigenständige Betrieb in Dienststellen der angrenzenden Normalspurstrecken ausgegliedert und der Fuhrpark wurde erneut einem Umbau unterzogen, nachdem sich Überlegungen, straßenbahnähnliche Neubaufahrzeuge zu beschaffen, als untauglich für die besonderen Bedingungen dieser Strecke erwiesen. Die originalen Triebwagen erhielten unter Wahrung des ursprünglichen Erscheinungsbildes neue Stahlkästen, verbesserte Federung, mit Niederspannung betriebene Hilfssysteme und zeitgemäße Führerstände mit sitzender Bedienung.
Da dieser Umbau weiterhin keine langfristige Lösung darstellte, wurde weiter nach einer geeigneten Nachfolgetype gesucht. Sie fand sich mit dem bereits auf zahlreichen Bahnen Europas im Einsatz stehenden Stadler GTW der Schweizer Firma Stadler. Seit 2004 stehen zwei Neubaufahrzeuge im Einsatz: Die Triebwagen verfügen über Klimaanlage, Toiletten und ungeteilte Panoramafenster, sind jedoch nicht mit den Altbaufahrzeugen kompatibel. Damit scheitert auch die Mitnahme der beim Publikum beliebten offenen Aussichtswagen. Um die Identität der Bahn als „der kleine gelbe Zug“ zu wahren, tragen auch sie den charakteristischen gelben Anstrich.

## Betrieb
Das Fahrgastaufkommen der Bahn weist erhebliche saisonale Unterschiede auf: Außerhalb der sommerlichen Hochsaison ist die Nachfrage gering. Dies drohte den Betrieb zu gefährden. 2015 hat aber die Regionalversammlung der Region Languedoc-Roussillon einen Kredit in Höhe von 14 Mio. € genehmigt. Er soll dazu dienen, die Eisenbahninfrastruktur und historische Fahrzeuge zu sanieren. Damit wurde der Betrieb der Bahn auch über 2016 hinaus gesichert.